# Ngawang Chöpel
Ngawang Chöpel  (Damshung, 1760 - 1839) was een Tibetaans geestelijke.
Hij was de zeventigste Ganden tripa van 1822 tot 1828 en daarmee de hoofdabt van het klooster Ganden en hoogste geestelijke van de gelugtraditie in het Tibetaans boeddhisme.

## Korte biografie
Hij werd geboren in een arm gezin in Pabong Karri, in Damzhung, Tibet. Op vijfjarige leeftijd werd hem geleerd voor lammetjes te zorgen. Bij een rijke familie werkte hij van 8 tot 10-jarige leeftijd als herder met een kudde schapen en geiten. Toen hij 12 jaar was ging hij naar Lhasa en begon met een basisopleiding aan het Gomang college van het Drepungklooster, onder leiding van Lobsang Peljor. Toen hij 15 was kreeg hij de inwijding tot novice. Ngawang Chöpel vervolgde zijn opleiding met de belangrijke onderdelen van het gelug-curriculum en deed op zijn 19e het examen Pramana.
De volledige monnikswijding ontving hij van de 8e Dalai lama Jampel Gyatso toen hij 25 was. Daarna studeerde hij soetra en tantra bij Yeshe Gyaltsen van de Drib Tsemchokling-tempel. Op zijn 37e deed hij examen en behaalde de Geshe-Lharampa graad. Na een verdere opleiding en succesvol afgelegde examens op het gebied van zang en debat, werd hij op 48-jarige leeftijd zangleider en opleidingshoofd, en daarna ook abt, van het Gyume-college. 
In 1822 werd hij de 70e Ganden tripa en daarmee de hoogste abt van Ganden, wat hij de gebruikelijke termijn van 7 jaar bleef tot 1828. In deze periode verzorgde hij onderwijs, gaf leiding aan religieuze festiviteiten en was tutor van de 10e Dalai Lama, Tsültrim Gyatso. 
Na zijn actieve dienst gaf hij nog enige tijd onderricht in de kloosterscholen van Tashilhunpo, Sera, Drepung en Ganden. Ngawang Chöpel overleed in 1839 op 80-jarige leeftijd, waarna bij zijn crematie de gebruikelijke nirwana-gebeden en rituelen werden gehouden.